# Далингер, Виктор Алексеевич
Виктор Алексеевич Далингер (род. 14 января 1950) — российский профессор, доктор педагогических наук.

## Биография
Детские и школьные годы.
Далингер Виктор Алексеевич, рожден 14 января 1950 года. Его мать, Далингер Амалия Александровна, рождённая 3 июня 1924 г., уроженка Сталинградской области (ныне Саратовской) Эрленбахского района г. Розенберг. Мама — первый ребёнок в семье Далингер Екатерины Федоровны и Далингер Александра Александровича (поволжские немцы). В начале войны его мать и деда забрали в трудовую армию, а бабушка смогла в тяжелые военные годы сохранить всех детей. В память о своей матери, Амалии Александровны посвятил две свои книги „Формирование визуального мышления у учащихся в процессе обучения математике" и „Задачи с модулями: учебное пособие".
В 1956 он начал свой первый учебный год в школе. Закончив четыре класса, он стал учиться в восьмилетней школе, расположенной в селе Северное Черлакского района Омской области, где закончил восьмой класс. После окончания Северской школы, Виктор Алексеевич продолжил учёбу в средней общеобразовательной школе, которая находилась в селе Коммунист Черлакского района Омской области, куда он пошел учиться в девятый класс и через два года, в 1966 г., успешно закончил её.

## Юность Виктора
Год после окончания школы он работал разнорабочим в совхозе «Коммунист», потому что не смог поступить на математический факультет Омского государственного педагогического института им. А. М. Горького (ОГПИ им. А. М. Горького).

## Студенческая жизнь
В 1967 году, Виктор Алексеевич поступил в ОГПИ им. А. М. Горького, который закончил в 1971 году. В студенческие годы состоял в комитете ВЛКСМ, был членом редколлегии газеты «Интеграл», принимал участие в студенческих путинных отрядах на острове Сахалин, туристических походах, уборочных кампаниях. 

## Трудовая деятельность
Учителем математики Виктор Алексеевич начал работать в 1970 г., будучи студентом четвёртого курса. Первый свой учительский опыт приобретал в МОУ СОШ «Гимназия № 69 им. И. М. Чередова» города Омска.
По окончании института был распределен на работу в свой родной Черлакский район директором и учителем математики Васильевской восьмилетней школы Южно-Подольского района. После года работы Виктор Алексеевич был призван в ряды Советской Армии. Служил на Байконуре в Казахстане, в воинской части, в которой служили одновременно моряки, ракетчики (кем он и был) и солдаты противовоздушной обороны. После службы в армии он вернулся в родную деревню, и с 1 сентября 1973 года его назначили директором и учителем математики Бердниковской восьмилетней школы Октябрьского района Омской области.

## Профессиональная деятельность
В 1974 г. Виктор Алексеевич прошёл по конкурсу на должность ассистента кафедры математического анализа Омского государственного педагогического института им. А. М. Горького. Работал четыре года в этой должности. Но преподавательская деятельность была насыщена массой других нужных дел: член комитета ВЛКСМ института по работе со студенческими строительными отрядами (за эту работу, а стройотряды ОГПИ тогда заняли первое место, получил грамоту и Значок ЦК ВЛКСМ); руководитель агитбригады математического факультета ОГПИ им. А. М. Горького (за учебный год более 20 концертов в селах и городах Омской области); член добровольной народной дружины; руководитель научно-исследовательской работой студентов математического факультета ОГПИ им. А. М. Горького и т. д.
В 1978 г. поступил в аспирантуру при Научном исследовательском институте Содержания и методов обучения АПН СССР в лабораторию обучения математике. Диссертацию на соискание ученой степени кандидата педагогических наук на тему «Методика реализации внутрипредметных связей в школьном курсе алгебры» Виктор Алексеевич защитил в НИИ СиМО АПН СССР (г. Москва) 29 мая 1981 г. Во время аспирантуры помимо работы над диссертацией выполнял много общественных поручений: член аспирантского совета, староста аспирантского общежития, политинформатор, руководитель аспирантской художественной самодеятельностью, секретарь Всероссийского научно-методического семинара «Актуальные проблемы методики преподавания математики» и т. д.
После окончания аспирантуры, с 1981 г., он стал работать старшим преподавателем кафедры информатики и вычислительной техники ОГПИ им. А. М. Горького. В этой должности проработал до 1983 г., затем перешёл на должность доцента, а 6 июня 1984 г. ВАК при Совете Министров СССР ему присвоил ученое звание доцента по кафедре математического анализа. В этой должности он проработал до 1991 г. на кафедре геометрии и методики преподавания математики, а затем, после её разделения, на кафедре методики преподавания математики.
В 1992 г. был избран на должность профессора кафедры методики преподавания математики.
В эти годы Виктор Алексеевич выполнял обязанности секретаря партийной организации математического факультета ОГПИ им А. М. Горького, затем был избран членом партийного комитета названного института, где долгие годы выполнял обязанности заместителя секретаря парткома института по организационным вопросам.
В 1990 г. перешёл на должность старшего научного сотрудника для работы над докторской диссертацией.
В этом же 1990 г. на альтернативной основе (а это было тогда впервые: на одно место депутата по округу № 30 г. Омска претендовало 7 человек) был избран народным депутатом Омского городского Совета народных депутатов XXI созыва по избирательному округу № 30. Будучи депутатом Горсовета, работал в комиссии по образованию и науке.
В это же время В.А. был избран членом Комиссии по проблемам математического образования в СССР, членом Комиссии по инновационным процессам в школах г. Омска и области.
В 1992 г. в РГПУ им. А. И. Герцена (Санкт-Петербург) защитил диссертацию на соискание ученой степени доктора педагогических наук на тему «Внутрипредметные связи как методическая основа совершенствования процесса обучения математике в школе», а 19 марта 1993 г. ВАКом при Совете Министров СССР было присуждено ученое звание доктора педагогических наук. В этом же году, 15 июля, Министерством образования РФ присвоено ученое звание профессора по кафедре методики преподавания математики.
С 1994 г. по 1999 г. В.А. работал деканом математического факультета ГОУ ВПО «Омский государственный педагогический университет».
В 2001 г. был избран заведующим кафедрой методики преподавания математики, которая затем была переименована и стала называться кафедрой теории и методики обучения математике, где в этой должности работает по настоящее время.
В 1993 году при инициативе и под руководством В.А. открыта аспирантура, а затем и докторантура, по теории и методике обучения и воспитания (математика).
Последние пять лет В.А. выполняет обязанности члена диссертационного совета по защите докторских диссертаций по специальности 13.00.02 (теория и методика обучения и воспитания) при Омском государственном педагогическом университете, члена диссертационного совета по защите докторских диссертаций по специальности 13.00.01 (общая педагогика, история педагогики и образования) при Омском государственном педагогическом университете), члена диссертационного совета по защите докторских диссертаций по специальности (теория и методика обучения и воспитания) при Уральском государственном педагогическом университете, члена диссертационного совета по защите докторских диссертаций по специальности 13.00.02 (теория и методика обучения и воспитания) при Казахском национальном педагогическом университете им. Абая".
А так же принимал участие в работе центров дополнительного образования «Эврика» (г. Омск) и «Поиск» (Омская область), в работе жюри областного конкурса «Учитель года» (председатель и член жюри), в работе конкурсной комиссии по определению в г. Омске и Омской области лучших школ и учителей школ в рамках Национального проекта «Образование».

## Награды
Министерством образования и науки Российской Федерации ему присвоено звание «Заслуженный работник высшей школы Российской Федерации» (2011 год).
Губернатором Омской области присвоено почётное звание «Заслуженный работник образования Омской области» (2007 год).
Решением Президиума Российской Академии Естествознания присуждено почетное звание «Заслуженный деятель науки и образования» (2007 год) и почетное звание «Основатель научной школы» (2008 год);
награждён Золотой медалью имени В. И. Вернадского «за выдающийся вклад в развитие отечественной науки» (2007 год).
Ему присвоены почетные звания: академика Международной Академии информатизации образования (1999 г.),
академика Международной Академии наук педагогического образования (2000 г.),
академика Международной Академии наук высшей школы (2007 г.),
академика Российской Академии Естествознания (2007 г.).
Его научные интересы лежат в области теории и методики обучения математике в школе и вузе. Всего опубликовано 646 работ в издательствах: «Просвещение», «Высшая школа», «Наука», «Школа-Пресс», «Педагогика» и др.

## Публикации
Всего опубликовано 665 работ. К числу основных трудов относятся следующие публикации:
- 1. Далингер В. А. Методика реализации внутрипредметных связей при обучении математике: Книга для учителя. — М.: Просвещение, 1991. — 80 с.
- 2. Далингер В. А. Методика формирования пространственных представлений у учащихся при обучении геометрии: Учебное пособие. — Омск: Изд-во ОГПИ, 1992. — 96 с.
- 3. Далингер В. А. Методика обобщающих повторений при обучении математике: Пособие для учителей и студентов. — Омск: Изд-во ОГПИ, 1992. 92 с
- 4. Далингер В. А. Совершенствование процесса обучения математике на основе целенаправленной реализации внутрипредметных связей. — Омск: Изд-во ИПКРО, 1993. — 323 с.
- 5. Далингер В. А. Самостоятельная деятельность учащихся и её активизация при обучении математике: Учебное пособие. — Омск: Изд-во ИПКРО, 1993. — 155
- 6. Далингер В. А. Равновеликие и равносоставленные плоские и пространственные фигуры. Учебное пособие. — Омск: Изд-во ОмГПУ, 1994. — 122 с
- 7. Далингер В. А. Методика работы над формулировкой, доказательством и закреплением теоремы. Кн. для учит. — Омск: Изд-во ИУУ, ОмГПУ, 1995. — 196 с.
- 8. Далингер В. А. Все для обеспечения успеха на выпускных и вступительных экзаменах по математике. Типичные ошибки, допускаемые на экзаменах, и способы их предупреждения: Учебное пособие. — Омск: Изд-во ОмГПУ, 1995. — 166 с.
- 9. Далингер В. А. Все для обеспечения успеха на выпускных и вступительных экзаменах по математике. Выпуск1:Тождественные преобразования выражение: Учебное пособие. — Омск: Изд-во ОмГПУ, 1995. — 131 с.
- 10. Далингер В. А. Все для обеспечения успеха на выпускных и вступительных экзаменах по математике. Выпуск4: Нестандартные уравнения, неравенства и методы их решения. — Омск: Изд-во ОмГПУ, 1995. — 120 с.
- 11. Далингер В. А. Все для обеспечения успеха на выпускных и вступительных экзаменах по математике. Выпуск2: Текстовые задачи, решаемые методом составления уравнений: Учебное пособие. — Омск: Изд-во ОмГПУ, 1996. — 195 с.
- 12. Далингер В. А. Теорема, её виды и методы доказательства: Книга для учителя. — Омск: Изд-во ИПКРО, ОмГПУ, 1996. — 75 с.
- 13. Далингер В. А., Загородных К. А. Методика организации и проведения самостоятельных работ учащихся в процессе обучения их решению текстовых задач: Книга для учителя. — Омск: Изд-во ОмГПУ, 1996. — 100 с.
- 14. Далингер В. А., Павлова Е. Ф. Избранные вопросы методики преподавания математики: Книга для учителя. — Омск: Изд-во ОмГПУ, 1996. — 140 с.
- 15. Далингер В. А. Все для обеспечения успеха на выпускных и вступительных экзаменах по математике. Вып.6: Тригонометрические уравнения, неравенства и их системы: Учебное пособие. — Омск: Изд-во ОмГПУ, 1996. — 179 с.
- 16. Далингер В. А. Все для обеспечения успеха на выпускных и вступительных экзаменах по математике. Вып.5: Показательные, логарифмические уравнения, неравенства и их системы: Учебное пособие. — Омск: Изд-во ОмГПУ, 1996. — 106 с.
- 17. Далингер В. А. Методика обучения учащихся элементам математического анализа: Учебное пособие. — Омск: Изд-во ОмГПУ, 1997. — 149 c.
- 18. Далингер В. А. Метод аналогии как средство обучения учащихся стереометрии // Учебное пособие. — Омск: Изд-во ОмГПУ, 1998. — 66с.
- 19. Далингер В. А., О. О. Князева и О. И. Муравская Арифметические прогрессии с переменными разностями // Учебное пособие. — Омск: Изд-во ОмГПУ, 1998. — 100 с.
- 20. Далингер В. А. Формирование визуального мышления у учащихся в процессе обучения математике // Учебное пособие. — Омск: Изд-во ОмГПУ, 1999. — 156 с.
- 21. Далингер В. А. Планиметрические задачи на построение // Учебное пособие. Рекомендовано учебно-методическим объединением высших учебных заведений Российской Федерации по педагогическому образованию в качестве учебного пособия для студентов педагогических вузов. — Омск: Изд-во ОмГПУ, 1999. — 202с.(12,7 п.л.)
- 22. Далингер В. А. Стереометрические задачи на построение: учебное пособие. Рекомендовано учебно-методическим объединением высших учебных заведений Российской Федерации по педагогическому образованию в качестве учебного пособия для студентов педагогических вузов. — СПб: Изд-во Тесса, 2000. — 122 с.
- 23. Далингер В. А., В. П. Федоров В мире спорта и математики. — Омск: Изд-во ОмГПУ, 2001. −57 стр.
- 24. Далингер В. А. Компьютерные технологии в обучении геометрии: Методические рекомендации. — Омск: Изд-во ОмГПУ, 2001. — 28 стр.
- 25. Далингер В. А., Костюченко Р. Ю. Аналогия в геометрии: Учебное пособие. — Омск: Изд-во ОмГПУ, 2001. — 149 стр.
- 26. Далингер В. А. Начала математического анализа: Типичные ошибки, их причины и пути предупреждения: Учебное пособие (Допущено Учебно-методическим объединением по специальностям педагогического образования в качестве учебного пособия для студентов высших учебных заведений, обучающихся по специальности 032100 — Математика). — Омск: Издательство «Издатель-Полиграфист», 2002. — 158с.
- 27. Далингер В. А., Толпекина Н. В. Организация и содержание поисково-исследовательской деятельности учащихся по математике: Учебное пособие. — Омск: Изд-во ОмГПУ, 2004. — 253 с.
- 28. Далингер В. А., Борисова Л. П. Методические системы развивающего обучения математике в начальной школе: Учебное пособие. — Омск: Изд-во ОмГПУ, 2004. — 205 с.
- 29. Далингер В. А., Князева . О. О. Когнитивно-визуальный подход к обучению математике: Учебное пособие. — Омск: Изд-во ОмГПУ, 2004. — 344с
- 30. Далингер В. А., Симонженков С. Д. Рекуррентные соотношения и их применение: Учебное пособие. — Омск: Изд-во ОмГПУ, 2005. — 96 с.
- 31. Далингер В. А. Поисково-исследовательская деятельность учащихся по математике: Учебное пособие. — Омск: Изд-во ОмГПУ, 2005. — 456 с.
- 32. Далингер В. А. Методика обучения учащихся доказательству математических предложений: Книга для учителя. — М: Просвещение, 2005. −257 с. (16,1 п.л.)
- 33. Далингер В. А. Текстовые задачи на проценты, смеси, сплавы и концентрацию: Учебное пособие. — Омск: Изд-во ОмГПУ, 2006. — 170 с.
- 34. Далингер В. А. Теоретические основы когнитивно-визуального подхода к обучению математике: Монография. — Омск: Изд-во ОмГПУ, 2006. — 143 с.
- 35. Далингер В. А., Симонженков С. Д. Сборник прикладных задач на экстремум: Учебное пособие для учащихся школ и классов математического профиля. — Омск: Изд-во ООО ИПЦ «Сфера», 2007. — 60с.
- 36. Далингер В. А., Кальт Е. А., Филоненко Л. А., Шатова Н. Д. Развивающее обучение математике: состояние, проблемы, перспективы: Монография. — Омск: Изд-во ООО ИПЦ «Сфера», 2007. — 376 с.
- 37. Далингер В. А. Учебно-исследовательская деятельность учащихся в процессе изучения дробей и действий над ними: учебное пособие. — Омск: Изд-во ОмГПУ, 2007. — 191 с.
- 38. Далингер В. А. Васяк Л. В.. Профессионально ориентированные задачи по математике для студентов инженерных специальностей: учебное пособие. — Омск: Изд-во ООО ИПЦ «Сфера», 2007. — 60 с.
- 39. Далингер В. А., Симонженков С. Д. Моделирование с помощью дифференциальных уравнений: учеб. Пособие.− Омск: ООО ИПЦ «Сфера», 2008. — 44 с.
- 40. Далингер В. А. Всё о логарифмических уравнениях, неравенствах и их системах: учеб. пособие / В. А. Далингер. — Омск: ООО ИПЦ «Сфера», 2008. — 244 с.
- 41. Далингер В. А. Начала математического анализа в задачах: учебное пособие. — Омск: Изд-во ОмГПУ, 2009. — 312 с.
- 42. Далингер В. А. Критическое мышление учащихся и его развитие средствами примеров и контрпримеров по математике: учебно-методическое пособие. — Омск: Изд-во ГОУ ОмГПУ, 2009. — 33с.
- 43. Галюкшов Б. С., Далингер В. А., Симонженков С. Д Элементы теории вероятностей и математической статистики с применением MATHCAD: учебное пособие. — Омск: ООО ИПЦ «Сфера», 2009. — 140 с.
- 44. Далингер В. А. Задачи на наименьшее и наибольшее значения функции и классические неравенства: Учебно-методическое пособие. — Омск: Изд-во ОмГПУ, 2009. — 19 с.
- 45. Далингер В. А. Задачи с модулями: учебное пособие. — Омск: Изд-во ООО «Амфора», 2010. — 360 с.
- 46. Далингер В. А. Как и почему равны неравные: Учебно-методическое пособие. — Омск: Изд-во ГОУ ОмГПУ, 2010. — 29 c.
- 47. Далингер В. А. Избранные вопросы информатизации школьного математического образования: монография / Под ред. М. П. Лапчик. — Омск: Изд-во ОмГПУ, 2010—150 с.
- 48. Далингер В. А., Симонженков С. Д Избранные главы математического анализа в задачах: Учебное пособие. — Омск: Изд-во ООО «Амфора», 2010. — 126 с.
- 49. Далингер В. А. Задачи в целых числах: учебное пособие. — Омск: изд-во ООО «Амфора», 2010. — 132 с.
- 50. Далингер В. А., Симонженков С. Д Задачи на перебор: Учеб. пособие. — Омск: Изд-во ООО «Амфора», 2011. — 249 с.
- 51. Далингер В. А. Математические задачи для любознательных: учебное пособие. — Омск: Изд-во ООО «Амфора», 2011. — 80 с.
- 52. Далингер В. А. Методика обучения математике. Практикум по решению школьных задач: учебное пособие. (рекомендовано УМО по специальностям педагогического образования в качестве учебного пособия для студентов вузов, обучающихся по специальности 050201.65-математика). — Омск: Издат. дом Наука, 2012. — 266 с.
- 53. Далингер В. А. Задачи с параметрами: учебное пособие. — Омск: Изд-во ООО «Амфора», 2012. — 961с.
- 54. Далингер В. А., Симонженков С. Д Метод множителей Лагранжа и его применения: учебное пособие. — Омск: Изд-во ООО «Амфора», 2012. — 115 с.
- 55. Далингер В. А. Учебно-исследовательская деятельность учащихся при изучении дробей. Развивающие задачи по теме «Дроби и действия над ними». — Germany: Publisher: Palmarium Academic Publishing is a trademark of: LAP LAMBERT Academic Publishing GmbH& Co. KG, 2012. — 181 с.
- 56. Далингер В. А. Задачи в целых числах: учебное пособие. — М.: Илекса, 2013. — 112 с.